# مولود قايد
مولود قايد (ويعرف أيضا باسمه الثوري سي رشيد) نقابي، رجل سياسي، ومؤرخ جزائري من مواليد 20 جانفي 1916 بقرية تيمنقاش بدائرة قنزات، ولاية سطيف.
و هو أخ الشهيدة مليكة قايد وأيضا للديبلوماسي والباحث في الاسلاميات الطاهر قايد.

## العمل النقابي
كان من المساهمين في إنشاء الاتحاد العام للعمال الجزائريين في فيفري 1956 كما كان مساعدا لعيسات إيدير الذي كلفه بالمصادقة على انضمام الاتحاد العام للعمال الجزائريين إلى الاتحاد الدولي لنقابات العمال الحرة في بروكسل.

## التدريس
عمل مدرسا في ايفري ببجاية وبقنزات. كما شغل منصب عضو المجلس التأسيسي بين سنتي 1962 و 1964. بعد ذلك عمل مديرا تجاريا في الخطوط الجوية الجزائرية.
في سنة 1968 قرر أن يعود إلى مهنة التدريس.

## التاريخ
اهتم مولود قايد كثيرا بالبحث والتنقيب في التاريخ الجزائري، واحياء البعد الأمازيغي في الهوية الجزائرية. وبعد تقاعده من مهنة التدريس سنة 1978، تفرغ نهائيا لهوايته المفضلة المتمثلة في البحث التاريخي. وقد توّجت مجهوداته بنشره لعدة كتب في تاريخ الجزائر، خاصة سلسلته الشهيرة المكونة من سبعة أجزاء والتي تحمل عنوان البربر في التاريخ (Les Berbers dans l'histoire). كما تناول في كتب أخرى التواجد العثماني في شمال أفريقيا وثورة المقراني ضد الاستعمار الفرنسي.
في سنة 1995، التحق بالمحافظة السامية للأمازيغية (HCA, Haut Commissariat pour l'Amazighité).

## الوفاة
توفي في 5 ديسمبر 2000 في الجزائر العاصمة.

## بعض مؤلفاته
- تاريخ بجاية وضواحيها، منشورات ميموني، 1976
- الجزائر تحت حكم الأتراك، منشورات ميموني، 1973
- تاريخ الجزائر من ما قبل التاريخ إلى الأزمنة المعاصرة، 1967
- المقراني، منشورات Les Andalouses. 1993
- البربر في التاريخ (7 أجزاء)، منشورات ميموني
- بنو يعلى، ديوان المنشورات الجامعية بالجزائر. 1990